# John Charles Daly
John Charles Patrick Croghan Daly, conosciuto generalmente come John Charles Daly o semplicemente John Daly (Johannesburg, 20 febbraio 1914 – Chevy Chase, 24 febbraio 1991) è stato un giornalista, conduttore radiofonico e conduttore televisivo statunitense, meglio noto per aver condotto il game show televisivo What's My Line? della CBS dal 1950 al 1967.

## Primi anni
Secondo di due fratelli, John Daly è nato a Johannesburg, in Sudafrica, dove il padre, John Charles Daly Sr., di Boston, lavorava come geologo. Mentre viveva a Johannesburg, Daly frequentava il Marist Brothers College. Dopo che il padre morì in seguito a complicazioni dovute alla febbre gialla, la madre di Daly, l'inglese Helene Grant Tennant, portò John e il fratello maggiore, John Grant, negli Stati Uniti, dove la famiglia si trasferì nella città di Boston, in Massachusetts, nel 1923. Lì Daly frequentò la Tilton School di Tilton e in seguito si unì ai direttori della scuola per molti anni, contribuendo alla costruzione e al restauro di molti edifici del campus. Nel 1930 ottenne una borsa di studi per frequentare il Boston College, che fu costretto ad abbandonare due anni dopo per sostenere finanziariamente la madre malata. Daly lavorò temporaneamente in un lanificio in New England e poi per una ditta di trasporto valori a Washington, prima di diventare giornalista inizialmente per NBC Radio e poi (nel 1936, a 22 anni) per CBS.

## Carriera

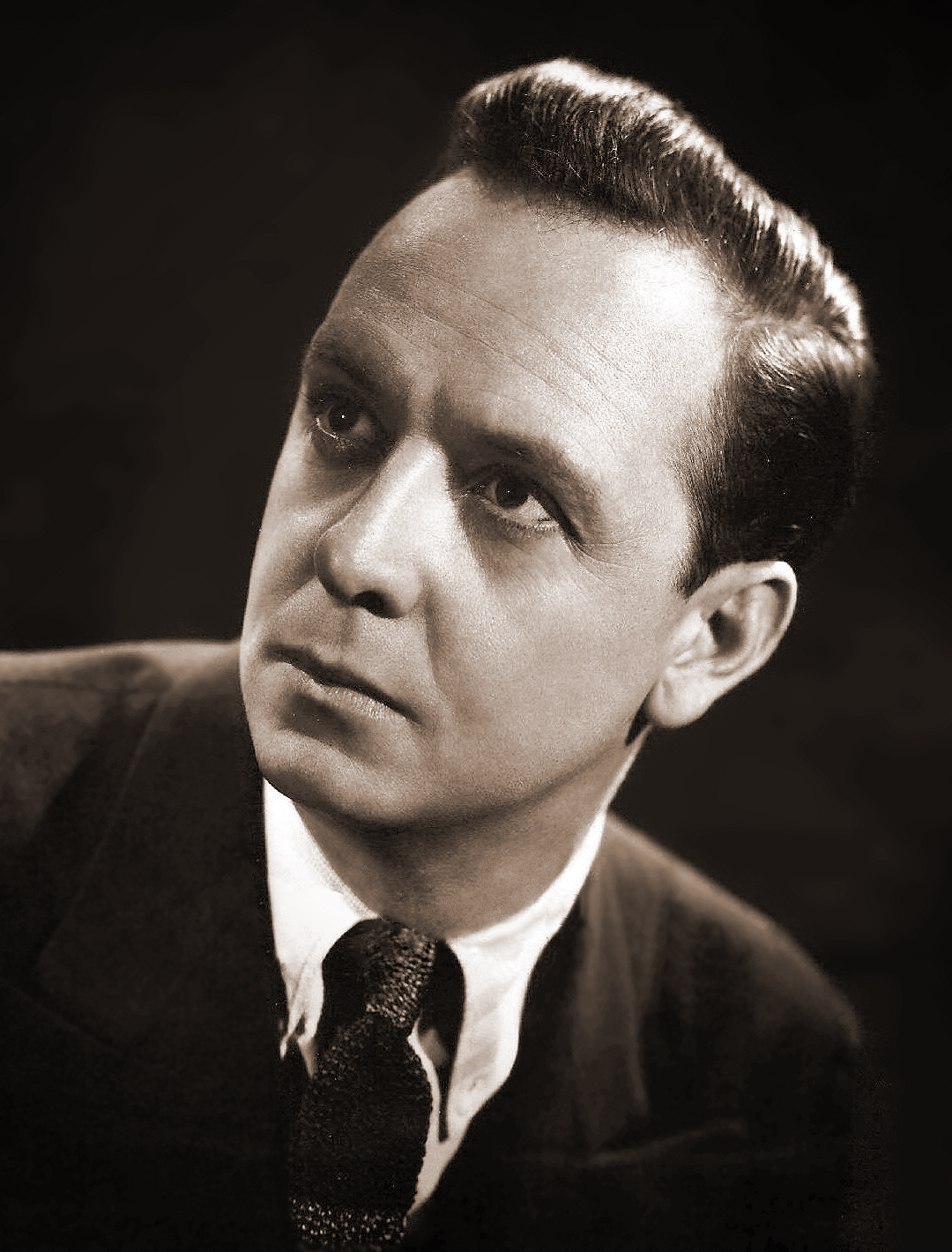
Il conduttore John Charles Daly in una foto promozionale di CBS per What's My Line? (1950)

### Radio
John Daly cominciò la sua carriera giornalistica come reporter per NBC Radio, passando in seguito a WJSV (adesso WTOP-FM), l'emittente radiofonica locale di Washington affiliata a CBS News Radio, di proprietà della CBS Corporation, in cui svolse il ruolo di "corrispondente della Casa Bianca" per CBS. Daly divenne noto al pubblico nazionale riportando i discorsi del presidente Roosevelt attraverso la rete radiofonica di CBS. Daly fu il inoltre il primo corrispondente nazionale a riportare gli eventi dell'attacco di Pearl Harbor, la domenica del 7 dicembre 1941.

### Televisione
La prima apparizione di John Daly in televisione fu come ospite presso il game show Celebrity Time. Questo portò Daly ad ottenere un lavoro come conduttore e moderatore di un nuovo game show settimanale con ospiti famosi prodotto da Mark Goodson e Bill Todman, What's My Line?. Il programma andò in onda per 17 anni sotto la conduzione di Daly in ogni occasione ad eccezione di soli quattro episodi.
Negli anni 1954–55, Daly condusse in aggiunta anche il programma di NBC Television Who Said That? durante il suo ultimo anno di programmazione.

## Vita privata
John Daly si è sposato la prima volta con Margaret Griswell Neal, nel gennaio del 1937, da cui ha avuto due figli, John Neal Daly e John Charles Daly III, e una figlia, Helene Fitzgerald Daly. Daly ha divorziato dalla moglie nell'aprile del 1959. Il 22 dicembre 1960, a San Francisco, Daly si è sposato nuovamente con Virginia Warren, figlia dell'allora Chief Justice Earl Warren; dal loro matrimonio, durato per oltre 30 anni fino alla morte di Daly, sono nati altri tre figli: John Warren Daly, John Earl Jameson Daly e Nina Elisabeth Daly.

### Morte
John Daly è morto il 24 febbraio 1991 nella sua casa a Chevy Chase, nel Maryland, per arresto cardiaco, quattro giorni dopo il suo 77º compleanno.

## Premi e riconoscimenti
Emmy
- 1955: Best News Reporter or Commentator — ABC
- 1956: Candidatura per Best News Commentator or Reporter — ABC
- 1956: Candidatura per Best MC or Program Host, Male or Female — CBS
- 1957: Candidatura per Best News Commentator — ABC
- 1958: Candidatura per Best News Commentator — ABC
- 1959: Candidatura per Best News Commentator or Analyst — ABC

Golden Globe
- 1962: Miglior star televisiva maschile

Peabody Award
- 1954: Personal Award, Radio-Television News — ABC[10]
- 1956: Television, Television News for Coverage of the National Political Conventions — ABC[11]
- 1957: Television, "Prologue '58" — ABC[12]

Per il suo contributo all'industria televisiva, John Charles Daly ha una stella sulla Hollywood Walk of Fame al 1765 Vine Street.